# Strandhotel (Domburg)
Het Strandhotel was tussen 1898 en 1944 een hotel en beeldbepalend gebouw in de badplaats Domburg.
Het hotel werd in 1898 op de duinen gebouwd in opdracht van de heer H.J. Vreeburg, de toenmalige eigenaar van het Badhotel. Het had in tegenstelling tot het Badhotel uitzicht op zee, maar werd al vrij snel bedreigd door afkalving van de kust. Om dit tegen te gaan werd een speciaal verdedigingswerk aangebracht, in eerste instantie palen zoals die voor de kom van Domburg stonden, maar later een werk van gewapend beton naar ontwerp van Robert Rudolph Lodewijk de Muralt.
Het Strandhotel stond in de buurt van de huidige watertoren, maar dichter aan zee. Het werd na het zomerseizoen van 1907 met het Badhotel verkocht aan de heren E.W. Hendrikse en P.W.M. Hoegen uit Middelburg die beide hotels in één onderneming, de N.V. Bad- en Strandhotel Domburg, onderbrachten. Het Strandhotel werd in 1944 door de Duitse bezetter opgeblazen en na de oorlog niet meer herbouwd.